# Champ Car Atlantic 2007
Champ Car Atlantic 2007 vanns av Raphael Matos från Brasilien.

## Delsegrare
| Datum      | Bana           | Vinnare           |
| ---------- | -------------- | ----------------- |
| 8 april    | Las Vegas      | Raphael Matos     |
| 15 april   | Long Beach     | Raphael Matos     |
| 22 april   | Houston        | Raphael Matos     |
| 9 juni     | Portland       | Robert Wickens    |
| 10 juni    | Portland       | Kevin LaCroix     |
| 24 juni    | Cleveland      | Raphael Matos     |
| 1 juli     | Mont-Tremblant | Franck Perera     |
| 8 juli     | Toronto        | Franck Perera     |
| 21 juli    | Edmonton       | Raphael Matos     |
| 22 juli    | Edmonton       | Raphael Matos     |
| 29 juli    | San Jose       | Jonathan Bomarito |
| 12 augusti | Road America   | Franck Perera     |

## Slutställning
| Plats | Förare            | Poäng |
| ----- | ----------------- | ----- |
| 1     | Raphael Matos     | 341   |
| 2     | Franck Perera     | 310   |
| 3     | Robert Wickens    | 255   |
| 4     | James Hinchcliffe | 224   |
| 5     | Jonathan Bomarito | 207   |
| 6     | Giacomo Ricci     | 188   |
| 7     | J.R. Hildebrand   | 140   |
| 8     | Alan Sciuto       | 140   |
| 9     | John Edwards      | 125   |
| 10    | Carl Skerlong     | 114   |